# Ryzyko finansowania
Ryzyko finansowania – zagrożenie niedostatku stabilnych źródeł finansowania w perspektywie średnio- i długoterminowej, skutkujące rzeczywistym lub potencjalnym ryzykiem niewywiązania się przez bank z zobowiązań finansowych, w momencie ich wymagalności w perspektywie średnio- i długoterminowej, bądź w całości, bądź związanym z koniecznością poniesienia nieakceptowalnych kosztów finansowania.